# Марлена Загоні
Марлена Загоні (22 січня 1951 — 31 липня 2025) — румунська академічна веслувальниця.
Бронзова призерка Олімпійських Ігор 1980 року в складі вісімки, учасниця 1976 року.
Бронзова призерка Чемпіонату світу 1974 (розпашні четвірки зі стерновою), 1975 (розпашні двійки без стернової) років.